# Kuriska näset

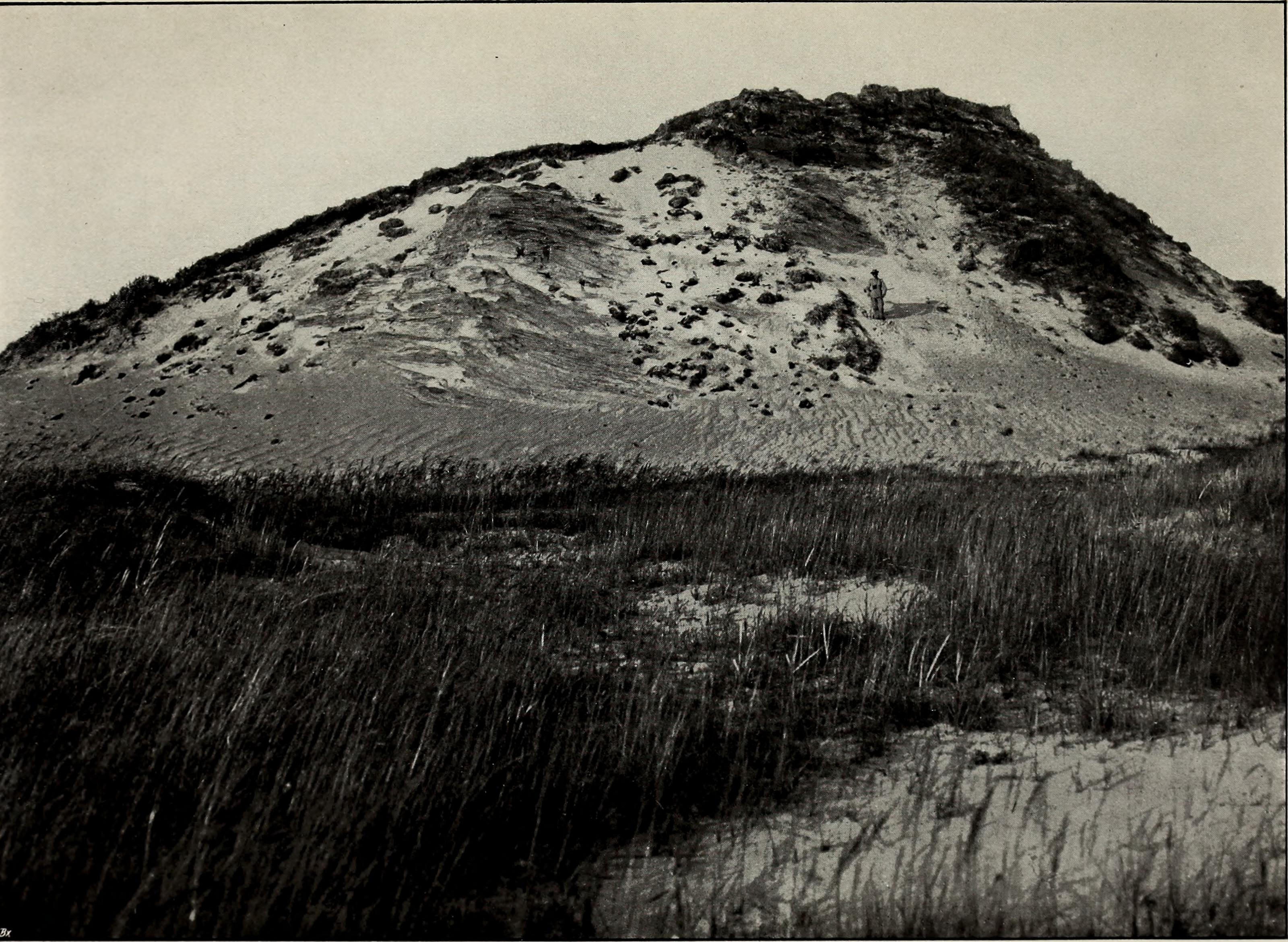
Sanddyner vid Rossitten Fågelstation ca 1910. På vissa ställen kan dynerna bli över 50 meter höga.

Kuriska näset (tyska: Kurische Nehrung; litauiska: Kuršių nerija) är en 100 km lång och mycket smal, 500 m till 4 km bågformad landtunga av sand och utan utskjutande uddar, en så kallad utjämningskust, som separerar Kuriska sjön från resten av Östersjön. Kuriska näset är delat mellan Litauen och den ryska Kaliningrad-exklaven. Människor har bott här sedan stenåldern och har alltid kämpat för att inte Kuriska näset ska erodera och kollapsa och det är därför Kuriska näset fortfarande existerar. Litauiska delen av Kuriska näset heter Neringa och där ligger bland annat Nida, en by nära den ryska gränsen. Kuriska näset är rikt på bärnsten.

## Naturskydd
Områdena på båda sidor den litauisk-ryska gränsen skyddas som nationalparker: den litauiska bildades 1991 och den ryska 1987. År 2000 togs Kuriska näset upp på Unescos världsarvslista.

## Bilder

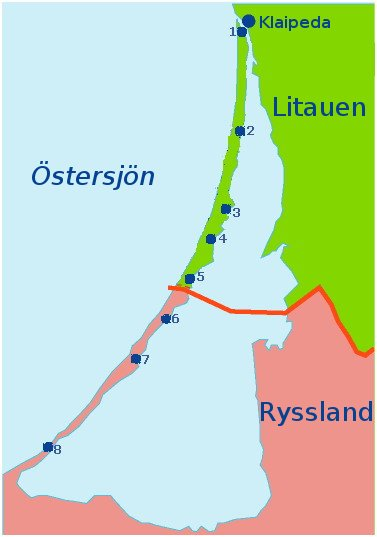
Karta.
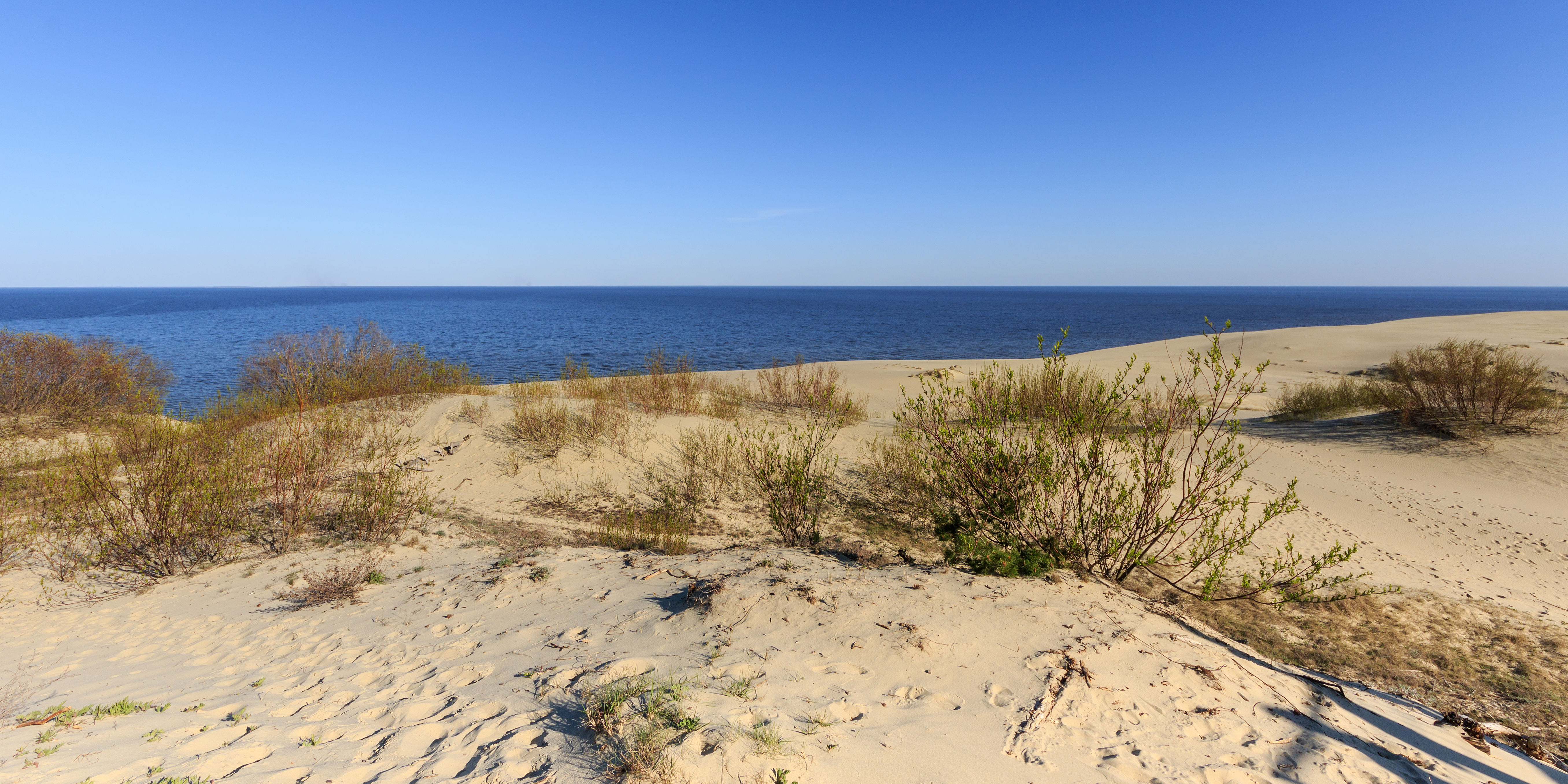
Sanddyner.
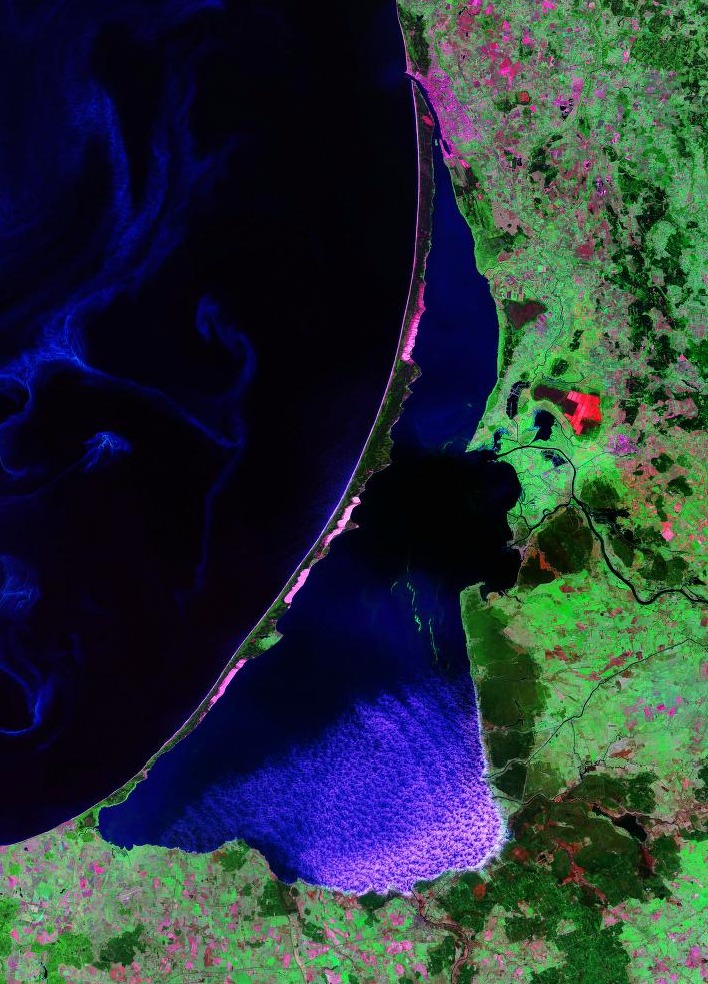
Satellitbild.
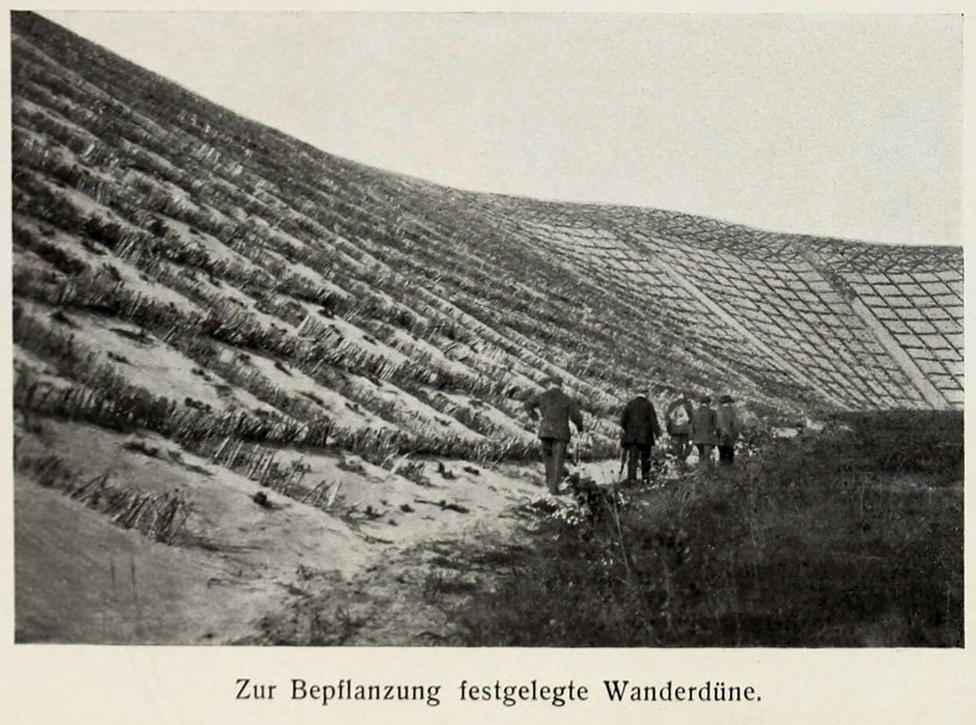
Stödplantering på Sanddynerna vid Kuriska näset ca 1910.